# Готланд (провинция)
Го́тланд — историческая провинция Швеции, занимающая одноименный остров вместе с прилегающими к нему островами Форё, Стура-Карлсё и ещё рядом более мелких. Совпадает по территории с леном Готланд, входит в регион Гёталанд.